# Coupe des confédérations 2005
Navigation
France 2003 Afrique du Sud 2009
La Coupe des confédérations 2005 est la septième édition de la Coupe des confédérations. Elle s'est tenue en Allemagne, du 15 au 29 juin 2005.
Le tournoi faisait figure de répétition générale pour les organisateurs de la Coupe du monde 2006, qui s'est déroulée un an plus tard également en Allemagne. Une prime de 2,3 millions d'euros était promise au vainqueur.
L'équipe du Brésil a remporté la Coupe des Confédérations grâce à une victoire par 4 buts à 1 face à l'Argentine en finale. L'Allemagne, pays hôte, termina troisième du tournoi en battant le Mexique dans le match pour la troisième place.

## Équipes participantes
- Allemagne (nation hôte)
- Brésil (vainqueur de la Copa América 2004 et de la Coupe du monde 2002)
- Australie (vainqueur de la Coupe d'Océanie 2004)
- Grèce (vainqueur de l'Euro 2004)
- Japon (vainqueur de la Coupe d'Asie 2004)
- Mexique (vainqueur de la Gold Cup 2003)
- Tunisie (vainqueur de la Coupe d'Afrique des nations 2004)
- Argentine (finaliste de la Copa América 2004)[3]

La carte suivante représente les nations qualifiées dans les différentes confédérations continentales :

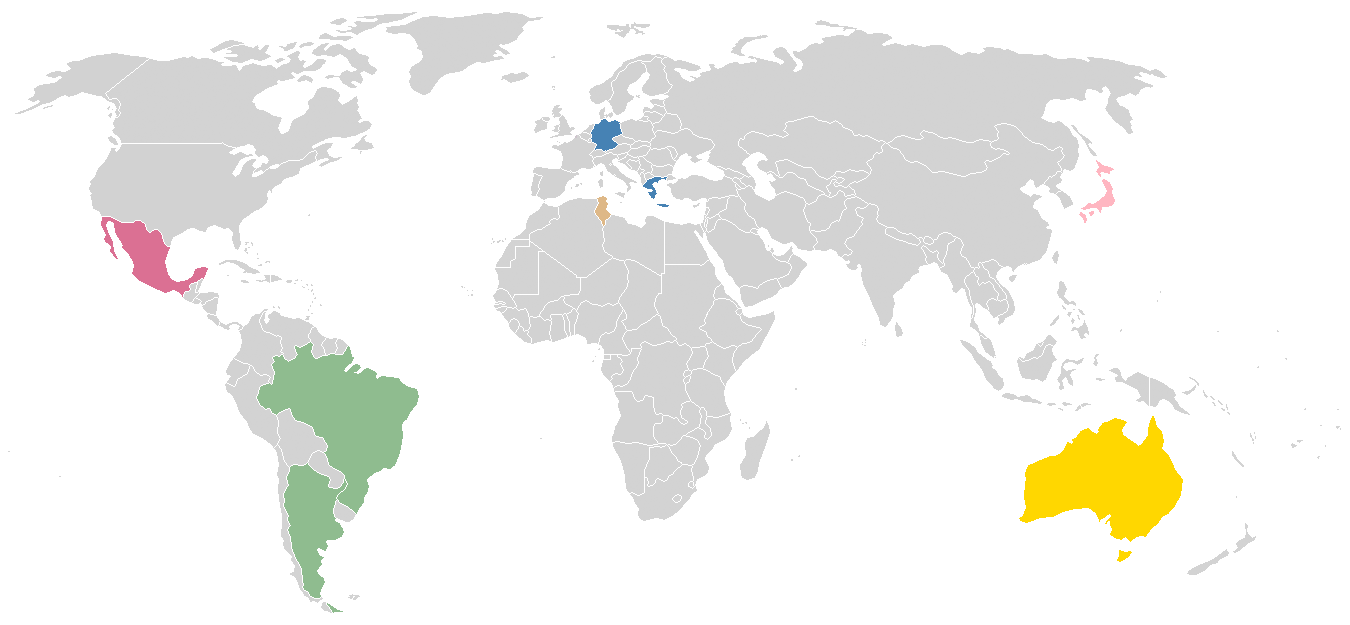
Équipes qualifiées pour la compétition, par confédération
Amérique du Nord (CONCACAF): Mexique
Amérique du Sud (CONMEBOL): Argentine et Brésil
Europe (UEFA) : Allemagne et Grèce
Afrique (CAF) : Tunisie
Asie (AFC) : Japon
Océanie (OFC) : Australie

## Stades
| \| Hanovre Leipzig Cologne Francfort Nuremberg \| Sites de la Coupe des Confédérations 2005 |
| Hanovre Leipzig Cologne Francfort Nuremberg                                                 |

| Ville                 | Stade               | Capacité |
| Francfort-sur-le-Main | Commerzbank-Arena   | 48 132   |
| Cologne               | RheinEnergieStadion | 46 120   |
| Hanovre               | AWD-Arena           | 44 652   |
| Leipzig               | Zentralstadion      | 44 199   |
| Nuremberg             | Franken-Stadion     | 41 926   |

## La compétition

### Premier tour

#### Groupe A

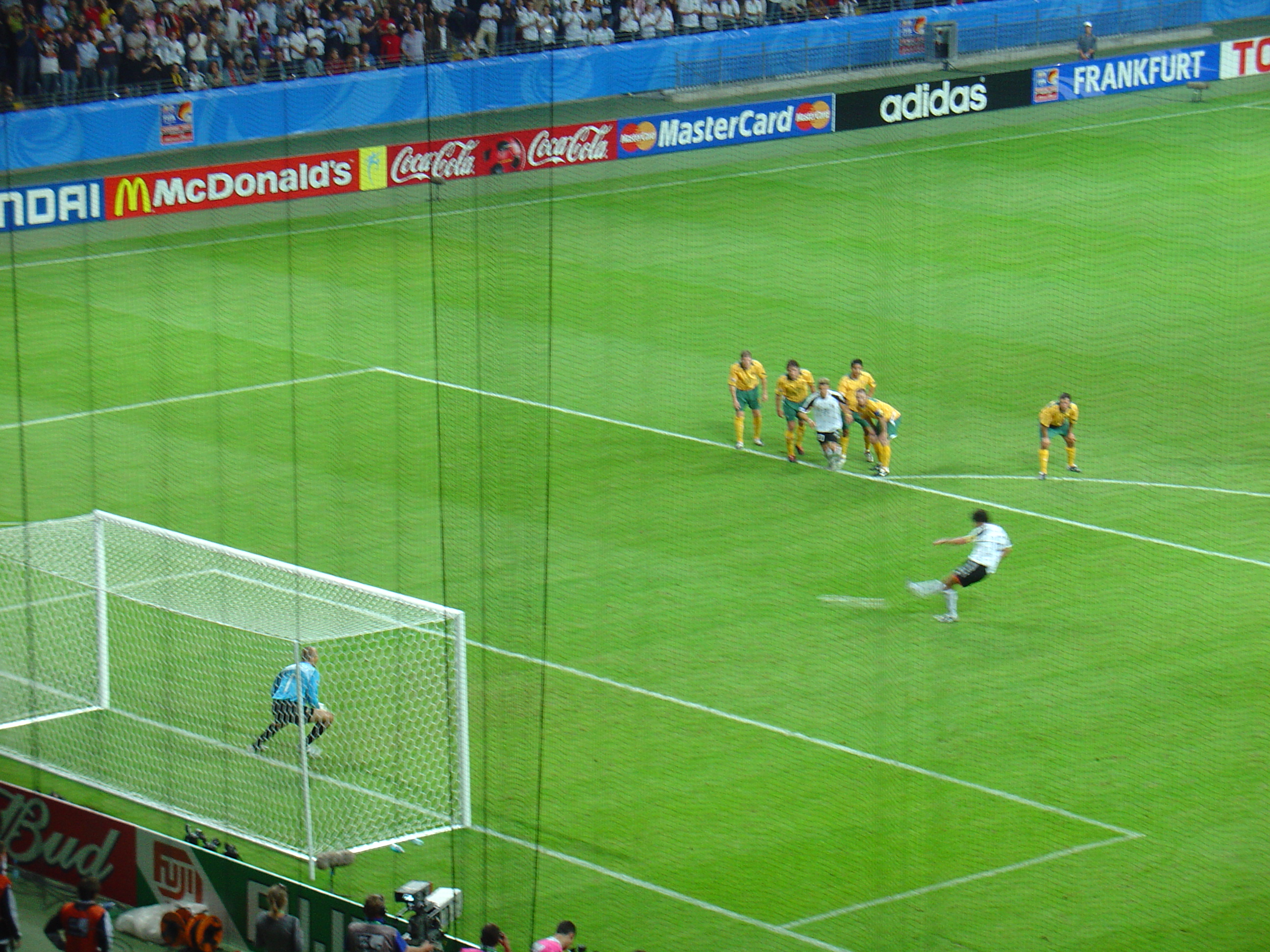
Penalty de Ballack lors du match Allemagne-Australie le 15 juin

| \| Rang \| Équipe \| Pts \| J \| G \| N \| P \| Bp \| Bc \| Diff \| \| ---- \| --------- \| --- \| - \| - \| - \| - \| -- \| -- \| ---- \| \| 1 \| Allemagne \| 7 \| 3 \| 2 \| 1 \| 0 \| 9 \| 5 \| +4 \| \| 2 \| Argentine \| 7 \| 3 \| 2 \| 1 \| 0 \| 8 \| 5 \| +3 \| \| 3 \| Tunisie \| 3 \| 3 \| 1 \| 0 \| 2 \| 3 \| 5 \| -2 \| \| 4 \| Australie \| 0 \| 3 \| 0 \| 0 \| 3 \| 5 \| 10 \| -5 \| Équipe qualifiée ou victorieuse; Pts = points; J = joués; G = gagnés; N = nuls; P = perdus; Bp = buts pour; Bc = buts contre; Diff = différence de buts |           |     |   |   |   |   |    |    |      |
| Rang | Équipe    | Pts | J | G | N | P | Bp | Bc | Diff |
| 1 | Allemagne | 7   | 3 | 2 | 1 | 0 | 9  | 5  | +4   |
| 2 | Argentine | 7   | 3 | 2 | 1 | 0 | 8  | 5  | +3   |
| 3 | Tunisie   | 3   | 3 | 1 | 0 | 2 | 3  | 5  | -2   |
| 4 | Australie | 0   | 3 | 0 | 0 | 3 | 5  | 10 | -5   |

1re journée
| 15 juin 2005                      | Argentine                         | 2 - 1 | Tunisie              | RheinEnergieStadion, Cologne                     |                                                  |
| 18:00 · Historique des rencontres | Riquelme 33e (pen.) · Saviola 57e |       | Guemamdia 75e (pen.) | Spectateurs : 28 033 Arbitrage : Roberto Rosetti | Spectateurs : 28 033 Arbitrage : Roberto Rosetti |
| 18:00 · Historique des rencontres | (Rapport)                         |       |                      | Spectateurs : 28 033 Arbitrage : Roberto Rosetti | Spectateurs : 28 033 Arbitrage : Roberto Rosetti |

| 15 juin 2005                      | Allemagne                                                         | 4 - 3 | Australie                    | Waldstadion, Francfort-sur-le-Main               |                                                  |
| 21:00 · Historique des rencontres | Kurányi 17e · Mertesacker 23e · Ballack 60e (pen.) · Podolski 88e |       | Skoko 21e · Aloisi 31e 90+2e | Spectateurs : 46 466 Arbitrage : Carlos Amarilla | Spectateurs : 46 466 Arbitrage : Carlos Amarilla |
| 21:00 · Historique des rencontres | (Rapport)                                                         |       |                              | Spectateurs : 46 466 Arbitrage : Carlos Amarilla | Spectateurs : 46 466 Arbitrage : Carlos Amarilla |

2e journée
| 18 juin 2005                      | Allemagne                                           | 3 - 0 | Tunisie | RheinEnergieStadion, Cologne                       |                                                    |
| 18:00 · Historique des rencontres | Ballack 74e (pen.) · Schweinsteiger 80e · Hanke 88e |       |         | Spectateurs : 44 337 Arbitrage : Peter Prendergast | Spectateurs : 44 337 Arbitrage : Peter Prendergast |
| 18:00 · Historique des rencontres | (Rapport)                                           |       |         | Spectateurs : 44 337 Arbitrage : Peter Prendergast | Spectateurs : 44 337 Arbitrage : Peter Prendergast |

| 18 juin 2005                      | Argentine                                    | 4 - 2 | Australie              | Frankenstadion, Nuremberg                       |                                                 |
| 20:45 · Historique des rencontres | Figueroa 12e, 53e, 89e · Riquelme 31e (pen.) |       | Aloisi 61e (pen.), 70e | Spectateurs : 25 218 Arbitrage : Shamsul Maidin | Spectateurs : 25 218 Arbitrage : Shamsul Maidin |
| 20:45 · Historique des rencontres | (Rapport)                                    |       |                        | Spectateurs : 25 218 Arbitrage : Shamsul Maidin | Spectateurs : 25 218 Arbitrage : Shamsul Maidin |

3e journée
| 21 juin 2005                      | Tunisie         | 2 - 0 | Australie | Zentralstadion, Leipzig                         |                                                 |
| 20:45 · Historique des rencontres | Santos 26e, 70e |       |           | Spectateurs : 44 337 Arbitrage : Carlos Chandía | Spectateurs : 44 337 Arbitrage : Carlos Chandía |
| 20:45 · Historique des rencontres | (Rapport)       |       |           | Spectateurs : 44 337 Arbitrage : Carlos Chandía | Spectateurs : 44 337 Arbitrage : Carlos Chandía |

| 21 juin 2005                      | Allemagne                 | 2 - 2 | Argentine                    | Frankenstadion, Nuremberg                     |                                               |
| 20:45 · Historique des rencontres | Kurányi 29e · Asamoah 51e |       | Riquelme 33e · Cambiasso 74e | Spectateurs : 42 088 Arbitrage : Ľuboš Micheľ | Spectateurs : 42 088 Arbitrage : Ľuboš Micheľ |
| 20:45 · Historique des rencontres | (Rapport)                 |       |                              | Spectateurs : 42 088 Arbitrage : Ľuboš Micheľ | Spectateurs : 42 088 Arbitrage : Ľuboš Micheľ |

#### Groupe B

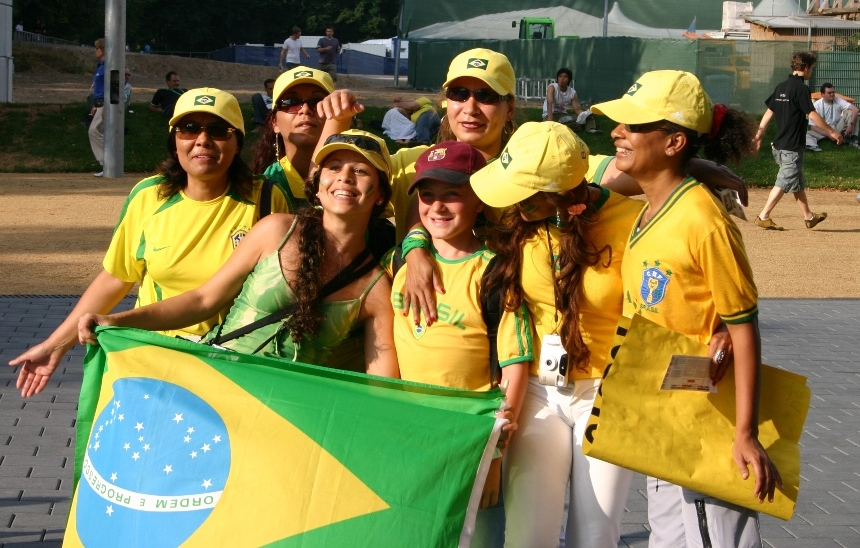
Supporters de l'équipe brésilienne

| \| Rang \| Équipe \| Pts \| J \| G \| N \| P \| Bp \| Bc \| Diff \| \| ---- \| ------- \| --- \| - \| - \| - \| - \| -- \| -- \| ---- \| \| 1 \| Mexique \| 7 \| 3 \| 2 \| 1 \| 0 \| 3 \| 1 \| +2 \| \| 2 \| Brésil \| 4 \| 3 \| 1 \| 1 \| 1 \| 5 \| 3 \| +2 \| \| 3 \| Japon \| 4 \| 3 \| 1 \| 1 \| 1 \| 4 \| 4 \| 0 \| \| 4 \| Grèce \| 1 \| 3 \| 0 \| 1 \| 2 \| 0 \| 4 \| -4 \| Équipe qualifiée ou victorieuse; Pts = points; J = joués; G = gagnés; N = nuls; P = perdus; Bp = buts pour; Bc = buts contre; Diff = différence de buts |         |     |   |   |   |   |    |    |      |
| Rang | Équipe  | Pts | J | G | N | P | Bp | Bc | Diff |
| 1 | Mexique | 7   | 3 | 2 | 1 | 0 | 3  | 1  | +2   |
| 2 | Brésil  | 4   | 3 | 1 | 1 | 1 | 5  | 3  | +2   |
| 3 | Japon   | 4   | 3 | 1 | 1 | 1 | 4  | 4  | 0    |
| 4 | Grèce   | 1   | 3 | 0 | 1 | 2 | 0  | 4  | -4   |

1re journée
| 16 juin 2005                      | Japon          | 1 - 2 | Mexique                 | AWD-Arena, Hanovre                              |                                                 |
| 18:00 · Historique des rencontres | Yanagisawa 12e |       | Sinha 39e · Fonseca 64e | Spectateurs : 24 036 Arbitrage : Matthew Breeze | Spectateurs : 24 036 Arbitrage : Matthew Breeze |
| 18:00 · Historique des rencontres | (Rapport)      |       |                         | Spectateurs : 24 036 Arbitrage : Matthew Breeze | Spectateurs : 24 036 Arbitrage : Matthew Breeze |

| 16 juin 2005                      | Brésil                                  | 3 - 0 | Grèce | Zentralstadion, Leipzig                       |                                               |
| 20:45 · Historique des rencontres | Adriano 41e · Robinho 46e · Juninho 81e |       |       | Spectateurs : 42 507 Arbitrage : Ľuboš Micheľ | Spectateurs : 42 507 Arbitrage : Ľuboš Micheľ |
| 20:45 · Historique des rencontres | (Rapport)                               |       |       | Spectateurs : 42 507 Arbitrage : Ľuboš Micheľ | Spectateurs : 42 507 Arbitrage : Ľuboš Micheľ |

2e journée
| 19 juin 2005                      | Grèce     | 0 - 1 | Japon     | Waldstadion, Francfort                          |                                                 |
| 18:00 · Historique des rencontres |           |       | Oguro 76e | Spectateurs : 34 314 Arbitrage : Herbert Fandel | Spectateurs : 34 314 Arbitrage : Herbert Fandel |
| 18:00 · Historique des rencontres | (Rapport) |       |           | Spectateurs : 34 314 Arbitrage : Herbert Fandel | Spectateurs : 34 314 Arbitrage : Herbert Fandel |

| 19 juin 2005                      | Mexique      | 1 - 0 | Brésil | AWD-Arena, Hanovre                               |                                                  |
| 20:45 · Historique des rencontres | Borgetti 59e |       |        | Spectateurs : 43 677 Arbitrage : Roberto Rosetti | Spectateurs : 43 677 Arbitrage : Roberto Rosetti |
| 20:45 · Historique des rencontres | (Rapport)    |       |        | Spectateurs : 43 677 Arbitrage : Roberto Rosetti | Spectateurs : 43 677 Arbitrage : Roberto Rosetti |

3e journée
| 22 juin 2005                      | Grèce     | 0 - 0 | Mexique | Waldstadion, Francfort-sur-le-Main               |                                                  |
| 20:45 · Historique des rencontres |           |       |         | Spectateurs : 31 285 Arbitrage : Carlos Amarilla | Spectateurs : 31 285 Arbitrage : Carlos Amarilla |
| 20:45 · Historique des rencontres | (Rapport) |       |         | Spectateurs : 31 285 Arbitrage : Carlos Amarilla | Spectateurs : 31 285 Arbitrage : Carlos Amarilla |

| 22 juin 2005                      | Japon                    | 2 - 2 | Brésil                       | RheinEnergieStadion, Cologne                  |                                               |
| 20:45 · Historique des rencontres | Nakamura 27e · Oguro 88e |       | Robinho 10e · Ronaldinho 39e | Spectateurs : 44 922 Arbitrage : Mourad Daami | Spectateurs : 44 922 Arbitrage : Mourad Daami |
| 20:45 · Historique des rencontres | (Rapport)                |       |                              | Spectateurs : 44 922 Arbitrage : Mourad Daami | Spectateurs : 44 922 Arbitrage : Mourad Daami |

### Tableau final
|  | Demi-finales             | Demi-finales             |                        |         | Finale                               | Finale                               |
|  | Demi-finales             | Demi-finales             |                        |         | Finale                               | Finale                               |
|  |                          |                          |                        |         |                                      |                                      |
|  | 25 juin 2005 - Nuremberg | 25 juin 2005 - Nuremberg |                        |         | 29 juin 2005 - Francfort-sur-le-Main | 29 juin 2005 - Francfort-sur-le-Main |
|  | 25 juin 2005 - Nuremberg | 25 juin 2005 - Nuremberg |                        |         | 29 juin 2005 - Francfort-sur-le-Main | 29 juin 2005 - Francfort-sur-le-Main |
|  | Allemagne                | 2                        |                        |         | 29 juin 2005 - Francfort-sur-le-Main | 29 juin 2005 - Francfort-sur-le-Main |
|  | Allemagne                | 2                        |                        |         | 29 juin 2005 - Francfort-sur-le-Main | 29 juin 2005 - Francfort-sur-le-Main |
|  | Brésil                   | 3                        |                        |         | 29 juin 2005 - Francfort-sur-le-Main | 29 juin 2005 - Francfort-sur-le-Main |
|  | Brésil                   | 3                        | Brésil                 | 4       |                                      |                                      |
|  | 26 juin 2005 - Hanovre   |                          | Brésil                 | 4       |                                      |                                      |
|  |                          | Argentine                | 1                      |         |                                      |                                      |
|  | Mexique                  | Argentine                | 1                      | 1ap (5) |                                      |                                      |
|  | Mexique                  |                          |                        | 1ap (5) |                                      |                                      |
|  | Argentine                | 1 tab(6)                 |                        |         |                                      |                                      |
|  | Argentine                | 1 tab(6)                 | Match pour la 3e place |         |                                      |                                      |
|  |                          |                          |                        |         |                                      |                                      |
|  | 29 juin 2005 - Leipzig   |                          |                        |         |                                      |                                      |
|  |                          |                          |                        |         |                                      |                                      |
|  | Allemagne                | 4 ap                     |                        |         |                                      |                                      |
|  | Allemagne                | 4 ap                     |                        |         |                                      |                                      |
|  | Mexique                  | 3                        |                        |         |                                      |                                      |
|  | Mexique                  | 3                        |                        |         |                                      |                                      |

#### Demi-finales

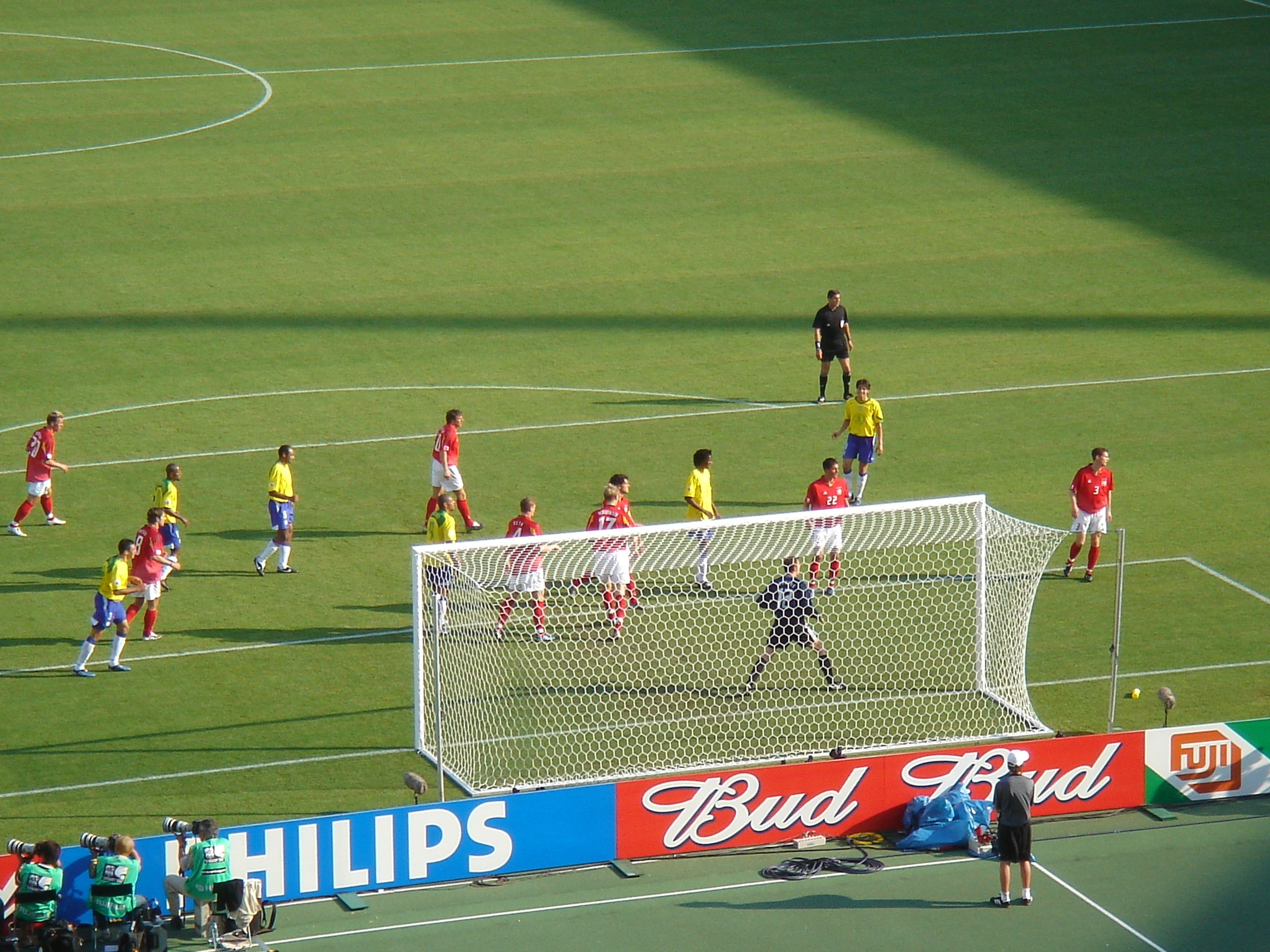
Scène devant le but de Lehmann lors du match Allemagne-Brésil

| Match | Date         | Équipe 1  | Résultat  | Équipe 2  | T.a.b. |
| ----- | ------------ | --------- | --------- | --------- | ------ |
| 13    | 25 juin 2005 | Allemagne | 2-3       | Brésil    |        |
| 14    | 26 juin 2005 | Mexique   | ap 1-1 ap | Argentine | 5-6    |

Feuilles de match
| 25 juin 2005                      | Allemagne                         | 2 - 3 | Brésil                                  | Frankenstadion, Nuremberg                       |                                                 |
| 18:00 · Historique des rencontres | Podolski 23e · Ballack 45e (pen.) |       | 21e 76e Adriano · 43e (pen.) Ronaldinho | Spectateurs : 42 187 Arbitrage : Carlos Chandía | Spectateurs : 42 187 Arbitrage : Carlos Chandía |
| 18:00 · Historique des rencontres | Rapport                           |       |                                         | Spectateurs : 42 187 Arbitrage : Carlos Chandía | Spectateurs : 42 187 Arbitrage : Carlos Chandía |

| 26 juin 2005                      | Mexique                                              | 1 - 1 a. p.     | Argentine                                                   | AWD-Arena, Hanovre                               |                                                  |
| 18:00 · Historique des rencontres | Salcido 104e                                         |                 | 110e Figueroa                                               | Spectateurs : 40 718 Arbitrage : Roberto Rosetti | Spectateurs : 40 718 Arbitrage : Roberto Rosetti |
| 18:00 · Historique des rencontres | Rapport                                              |                 |                                                             | Spectateurs : 40 718 Arbitrage : Roberto Rosetti | Spectateurs : 40 718 Arbitrage : Roberto Rosetti |
| 18:00 · Historique des rencontres | Pérez · Pardo · Borgetti · Salcido · Pineda · Osorio | Tirs au but 5–6 | Riquelme · Rodriguez · Aimar · Galletti · Sorín · Cambiasso | Spectateurs : 40 718 Arbitrage : Roberto Rosetti | Spectateurs : 40 718 Arbitrage : Roberto Rosetti |

#### Match pour la troisième place

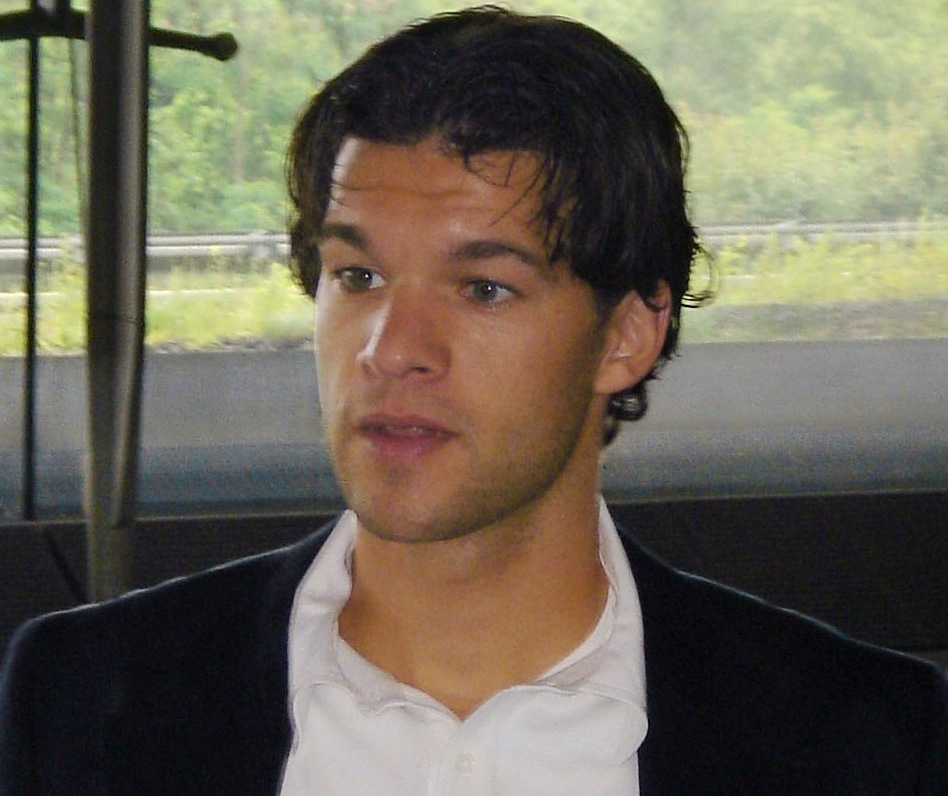
Michael Ballack, ici pendant la compétition, est l'auteur du but victorieux contre le Mexique.

| Match | Date         | Équipe 1  | Résultat  | Équipe 2 | T.a.b. |
| ----- | ------------ | --------- | --------- | -------- | ------ |
| 15    | 29 juin 2005 | Allemagne | ap 4-3 ap | Mexique  |        |

Feuille de match
| 29 juin 2005                      | Allemagne                                                  | 4 - 3 a. p. | Mexique                        | Zentralstadion, Leipzig                         |                                                 |
| 18:00 · Historique des rencontres | Podolski 37e · Schweinsteiger 41e · Huth 79e · Ballack 97e |             | 40e Fonseca · 58e 85e Borgetti | Spectateurs : 43 335 Arbitrage : Matthew Breeze | Spectateurs : 43 335 Arbitrage : Matthew Breeze |
| 18:00 · Historique des rencontres | Rapport                                                    |             |                                | Spectateurs : 43 335 Arbitrage : Matthew Breeze | Spectateurs : 43 335 Arbitrage : Matthew Breeze |

#### Finale
| Match | Date         | Équipe 1 | Résultat | Équipe 2  | T.a.b. |
| ----- | ------------ | -------- | -------- | --------- | ------ |
| 16    | 29 juin 2005 | Brésil   | 4 - 1    | Argentine |        |

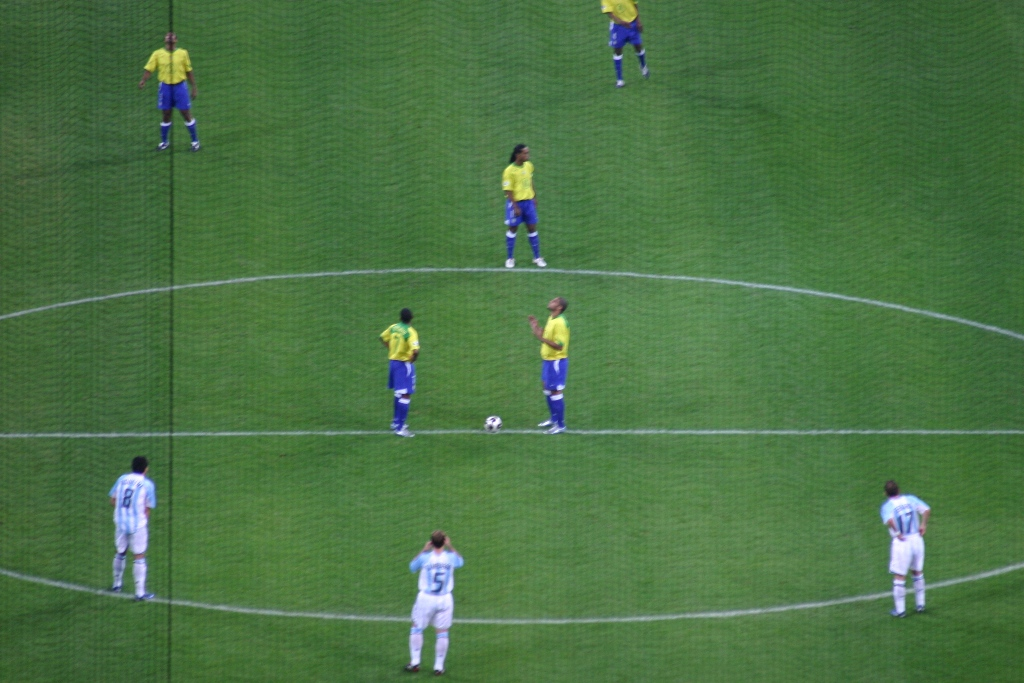
Coup d'envoi de la finale

Les équipes du Brésil et de l'Argentine disputent la finale de la Coupe des Confédérations. Les deux sélections se retrouvent trois semaines après s'être rencontrés pour le compte de la phase qualificative de la coupe du monde de football 2006. L'Argentine l'avait alors remporté le 8 juin 2005 à domicile sur le score de 3 buts à 1.
Le Brésil prend le meilleur départ dans la finale et mène 2 buts à 0 après 16 minutes de jeu. Adriano marque sur une passe de Cicinho et Kaká inscrit le deuxième but. Quelques minutes après la mi-temps, Ronaldinho marque le troisième but brésilien en concluant d'une reprise de volée un travail de Cicinho. Après un tir de Robinho sur la barre transversale du but argentin, le Brésilien Adriano marque son deuxième but du match de la tête sur un centre de Cicinho. Deux minutes plus tard à la 65e minute de jeu, Pablo Aimar inscrit de la tête le seul but argentin. Le score final est de 4-1 pour les Brésiliens.
Feuille de match
| 29 juin 2005                      | Brésil                                      | 4 - 1 | Argentine | Waldstadion, Francfort-sur-le-Main            |                                               |
| 20:45 · Historique des rencontres | Adriano 11e 63e · Kaká 16e · Ronaldinho 47e |       | 65e Aimar | Spectateurs : 45 591 Arbitrage : Ľuboš Micheľ | Spectateurs : 45 591 Arbitrage : Ľuboš Micheľ |
| 20:45 · Historique des rencontres | Rapport                                     |       |           | Spectateurs : 45 591 Arbitrage : Ľuboš Micheľ | Spectateurs : 45 591 Arbitrage : Ľuboš Micheľ |

## Classement
- 1er :   Brésil
- 2e :   Argentine
- 3e :  Allemagne
- 4e :  Mexique
- 5e :  Japon
- 6e :  Tunisie
- 7e :  Grèce
- 8e :  Australie